# Brown-Forman
Brown-Forman est une des plus importantes sociétés américaines dans le domaine des boissons alcoolisées. Son quartier général est basé dans la ville de Louisville dans l'État du Kentucky. La firme emploie environ 3 350 employés. La société est cotée en bourse sur le New York Stock Exchange (NYSE) sous le symbole « BF-B ».

## Histoire
La société a été créée en 1870 par George Garvin Brown, un jeune pharmacien de Louisville. La famille Brown possédait, toujours en 2006, 70 % de son capital.
En mars 2006, Brown-Forman acquiert pour 225 millions de dollars la société Chambord Liqueur Royale de France, PME de la région de Blois produisant la liqueur de Chambord, une liqueur de framboise dont la diffusion en France est très réduite (son marché principal est les États-Unis). En août 2006, Brown-Forman a acheté pour 876 millions de dollars la société mexicaine Tequila Herradura,.
En janvier 2016, Brown-Forman vend deux marques de liqueurs, Southern Comfort et Tuaca, à Sazerac pour 543 millions de dollars,.

## Actionnaires
Au 6 janvier 2020:
| The Vanguard Group            | 7,01% |
| SSgA Funds Management         | 3,65% |
| Fundsmith                     | 3,00% |
| PRIMECAP Management           | 2,23% |
| Brown Brothers Harriman -IM-  | 1,84% |
| BlackRock Fund Advisors       | 1,45% |
| Perkins Investment Management | 1,23% |
| Cramer Rosenthal McGlynn      | 1,15% |
| Geode Capital Management      | 1,08% |
| Putnam                        | 0,83% |

## Activité
Les marques de boissons détenues par la firme sont Jack Daniel's, Canadian Mist, Early Times Kentucky Whisky, Woodford Reserve Bourbon, Old Forester, Korbel Champagne, Finlandia vodka, et le vin Bolla. Depuis janvier 2023, la firme a repris la marque Diplomatico.